# Berberis rusbyana
Berberis rusbyana är en berberisväxtart som beskrevs av Ahrendt. Berberis rusbyana ingår i släktet berberisar, och familjen berberisväxter. Inga underarter finns listade i Catalogue of Life.